# Antennacyrtus insolitus
Antennacyrtus insolitus är en urinsektsart som beskrevs av John Tenison Salmon 1941. Antennacyrtus insolitus ingår i släktet Antennacyrtus och familjen långhornshoppstjärtar. Inga underarter finns listade i Catalogue of Life.